# 弗利納鎮區 (阿肯色州李縣)
弗利納鎮區（英語：Fleener Township）是位於美國阿肯色州李縣的一個行政鎮區。

## 地方資料
弗利納鎮區的面積為140.46平方千米，當中陸地面積為140.01平方千米，而水域面積為0.45平方千米。根據2010年美國人口普查的數據，當地共有人口309人，而人口密度為每平方千米2.2人。